# Bernardia laurentii
Bernardia laurentii là một loài thực vật có hoa trong họ Đại kích. Loài này được R.A.Howard mô tả khoa học đầu tiên năm 1986.